# Fritz Geiges
Fritz Geiges (ur. 2 grudnia 1853 w Offenburgu, zm. 23 czerwca 1935 we Fryburgu Bryzgowijskim) – niemiecki malarz.
Na początku XX wieku Fritz Geiges namalował witraże do okien katedry  we Fryburgu Bryzgowijskim, które również zrekonstruował i dodał wiele elementów w stylu historyzmu średniowiecznego.